# Villa de Saxe
La villa de Saxe est une voie du 7e arrondissement de Paris, en France.

## Situation et accès
La villa de Saxe est une voie privée, ouverte à la circulation dans le 7e arrondissement de Paris. Elle est située au 19, avenue de Saxe.

## Origine du nom
Elle doit son nom à la proximité de l'avenue de Saxe. 
Elle a aussi porté le nom d'impasse de Saxe. 

## Historique
La voie est créée au début du XIXe siècle.

## Monuments remarquables et lieux de mémoire
- No 6 : communauté conventuelle de l'ordre des Clarisses entre 1876 et 2009. Les dernières religieuses quittent alors le bâtiment pour s'installer à Senlis. La chapelle est conservée et l'immeuble est réaménagé pour accueillir des logements sociaux[2].
- No 9 : atelier du peintre suisse Pierre Catrufo (1808-1853).
- Au fond de la villa a longtemps été établie une école privée, le cours Jeanne-d'Arc. La maison bourgeoise qui l'abritait est détruite au début des années 2000 et remplacée par un immeuble[2].